# Todd Skipworth
Todd Skipworth, né le 15 février 1985 à Perth, est un triathlète et rameur d'aviron australien, vainqueur sur triathlon Ironman 70.3 et champion du monde quatre sans barreur poids légers en 2011.

## Palmarès en triathlon
Le tableau présente les résultats les plus significatifs (podium) obtenus sur le circuit national et international de triathlon depuis 2013.
| Année | Compétition                    | Pays             | Position           | Temps            |
| ----- | ------------------------------ | ---------------- | ------------------ | ---------------- |
| 2013  | Challenge Walchsee-Kaiserwinkl | Autriche         | Médaille de bronze | 3 h 56 min 10 s  |
| 2014  | Ironman 70.3 Cozumel           | Mexique          | Médaille d'or      | 4 h 2 min 30 s   |
| 2014  | Ironman 70.3 Norvège           | Norvège          | Médaille de bronze | 3 h 53 min 1 s   |
| 2014  | Ironman 70.3 Kansas            | États-Unis       | Médaille d'argent  | 3 h 53 min 30 s  |
| 2014  | Triathlon EDF Alpe d'Huez      | France           | Médaille d'or      | 5 h 51 min 33 s  |
| 2014  | Embrunman                      | France           | Médaille d'argent  | 10 h 10 min 46 s |
| 2015  | Challenge Forster              | Australie        | Médaille d'or      | 3 h 52 min 29 s  |
| 2016  | Challenge Melbourne            | Australie        | Médaille d'or      | 3 h 51 min 13 s  |
| 2016  | Ironman 70.3 Taupo             | Nouvelle-Zélande | Médaille de bronze | 3 h 56 min 57 s  |

## Palmarès en aviron

### Championnats du monde
- 2010 à Karapiro,  Nouvelle-Zélande
  -  Médaille d'argent en quatre sans barreur poids légers
- 2011 à Bled,  Slovénie
  -  Médaille d'or en quatre sans barreur poids légers